# Manio Acilio Aviola (console 54)
Manio Acilio Aviola (in latino: Manius Acilius Aviola; tra 16 e 21 – 97) è stato un magistrato e senatore romano, console dell'Impero romano.

## Biografia
Appartenente alla gens plebea degli Acilii, originaria del Latium se non proprio di Ostia, Aviola, nato tra 16 e 21, è stato riconosciuto come verosimilmente figlio del legatus Augusti pro praetore della Gallia Lugdunense del 21 Gaio Acilio Aviola, tradizionalmente ritenuto identico al console suffetto del 24 Gaio Calpurnio Aviola.
Gli inizi di carriera di Aviola sono definiti grazie ad un'epigrafe, purtroppo però frammentaria: egli fu sicuramente questore personale di Claudio - segno della vicinanza al princeps - intorno al 43/45, e pretore. È stato ipotizzato che Aviola e la sua gens siano stati anche adlecti inter patricios da Claudio.
L'incarico successivo di Aviola lo vede al vertice dello stato romano: egli fu infatti console ordinario al fianco di Marco Asinio Marcello per il primo semestre del 54 su designazione dello stesso Claudio. È stato poi proposto che sia lui il senatore Aviola menzionato negli Acta martyrum Alexandrinorum come parte del consilium di Claudio: l'identificazione del senatore con Aviola o con il padre dipende in ultima analisi dalla datazione del processo riprodotto nell'opera, che oscilla tra il 41 (per cui il senatore sarebbe il padre) e il 54 (nel qual caso il senatore sarebbe Aviola).
In seguito, Aviola fu sorteggiato come proconsole della provincia d'Asia per l'anno 65/66: la datazione è definita sulla base di monete efesine che raffigurano, oltre a Nerone, sia Poppea che Statilia Messalina come mogli del princeps.
Ad un certo punto della sua carriera, Aviola fu poi introdotto in un collegio sacerdotale di sodales, anche se non è noto quale.
L'ultimo incarico noto della carriera di Aviola è quello di curator aquarum, che l'anziano senatore ricoprì dal 74 fino al 97, anno della sua morte: tale posizione lo collocava all'interno del consilium principis di tutti e tre gli imperatori della dinastia flavia, anche se sembra più improbabile che abbia mantenuto questo ruolo anche sotto Nerva.
Ben noti sono i legami matrimoniali di Aviola. Già prima del 51, infatti, egli dovette sposare Edia Servilia, figlia di Marco Edio Balbo, senatore favorito da Tiberio che lo designò al consolato senza però raggiungerlo causa decesso, e di Servilia, sorella del console ordinario del 35 Marco Servilio Noniano (storiografo e a sua volta grande amico di Tiberio) e figlia del console ordinario del 3 Marco Servilio: è stato proposto che il grande avanzamento di carriera avuto da Aviola fosse dovuto almeno in parte all'influenza di Noniano; in ogni caso, la vicinanza della famiglia di Noniano ai circoli oppositori di Quinto Marcio Barea Sorano e Gneo Domizio Corbulone, distrutti da Nerone negli ultimi anni del suo principato, non sembra aver avuto ripercussioni sulla carriera di Aviola. Figlio di Aviola ed Edia Servilia fu verosimilmente l'omonimo Manio Acilio Aviola, console suffetto dell'82. Del tutto incerta è invece l'identificazione di Aviola con l'ultrasettantenne Acilio menzionato da Giovenale come parte del farsesco consilium principis domizianeo: nella difficile ipotesi in cui l'identificazione fosse riconosciuta, Aviola sarebbe padre anche di Manio Acilio Glabrione, console ordinario del 91 e fatto uccidere da Domiziano nel 95.